# Saldeana
Saldeana ist eine westspanische Gemeinde (municipio) in der Provinz Salamanca in der Autonomen Gemeinschaft Kastilien-León. 2024 hatte die Gemeinde 99 Einwohner. 

## Lage
Saldeana liegt etwa 85 Kilometer westnordwestlich von Salamanca in einer Höhe von ca. 675 m. Der Río Huebra begrenzt die Gemeinde im Süden.
Das Klima ist mäßig. Es fällt Regen in einer mittleren Menge (ca. 559 mm/Jahr).

## Bevölkerungsentwicklung
| Jahr      | 1900 | 1950 | 1960 | 1970 | 1981 | 1991 | 2001 | 2011 | 2021 |
| Einwohner | 461  | 314  | 412  | 304  | 246  | 227  | 171  | 141  | 98   |

## Sehenswürdigkeiten
- alte Burganlage (Castro de El Castillo)
- Kirche
- Brücke über den Río Huebra

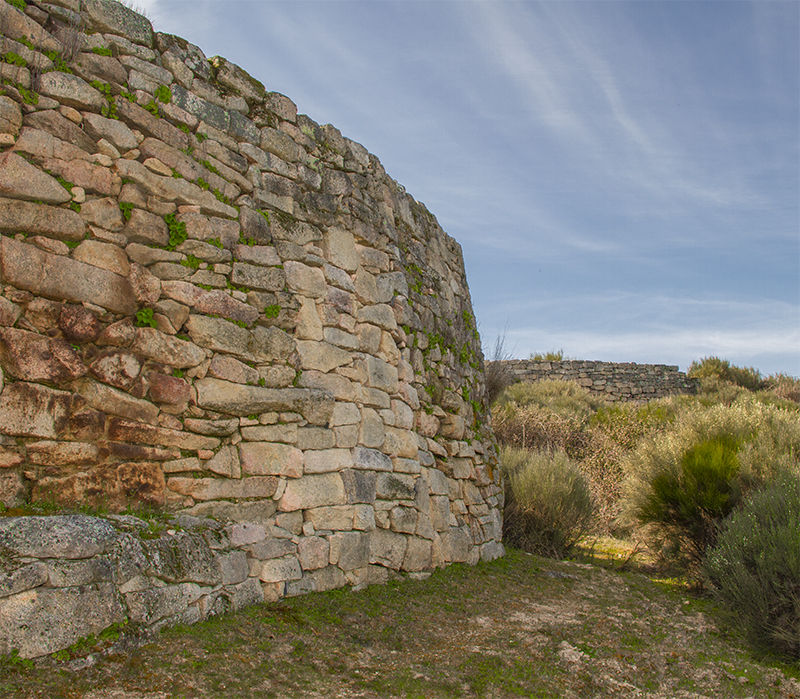
Burganlage
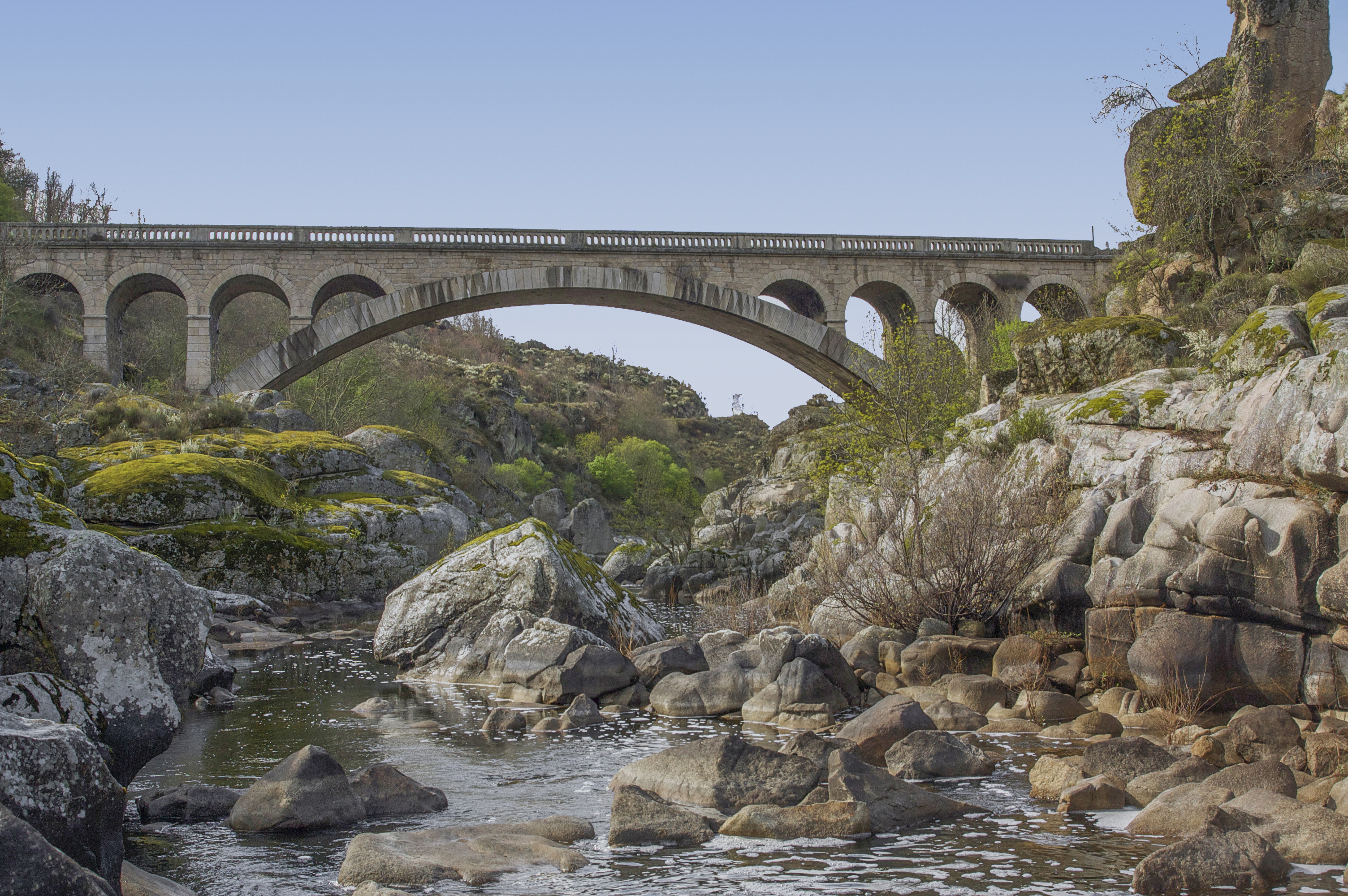
Brücke über den Río Huebra